# Mr. Jones (canción de Counting Crows)
«Mr. Jones» es una canción de la banda estadounidense Counting Crows. Fue publicada en diciembre de 1993 como sencillo principal y tercera pista de su álbum debut: August and Everything After. Fue el primer éxito del grupo y ha sido descrita como un sencillo "breakout".
Mr. Jones logró ser número siete en Francia, número cinco en los Estados Unidos y número uno en Canadá. Es considerada el himno de la Generación Jones, aquellas personas que nacieron entre 1954 y 1965.

## Historia
Debutó en la lista americana Radio Songs, el 19 de febrero de 1994 e ingresó en el top 10 cinco semanas más tarde. El 14 de mayo la canción logró posicionarse como la número cinco.
El sorprenderte éxito fue apaciguado por el suicidio de Kurt Cobain y estos acontecimientos afectaron significativamente a Adam Duritz, el vocalista y compositor principal. Él dijo en una entrevista: "Oímos eso, que [Kurt] se había disparado y realmente me asustó. Porque pensé que las cosas se estaban saliendo de control." Aquel evento inspiró el tema "Catapult", la primera canción de Recovering the Satellites.
Según Duritz (quién nació en 1964), la canción fue inspirada y de ahí su nombre, por la obra de Jonathan Pontell: "Generación Jones", que desarrolla al grupo de las personas nacidas entre 1954 y 1965. "Me siento honrado que mi canción Mr. Jones sea el himno de la 'Generación Jones'."

## Letra y rendimiento
La canción trata sobre dos músicos en apuros (Duritz y el bajista Marty Jones de The Himalayans) que se encuentran en un bar (New Amsterdam) observando mujeres, conversando sobre sus inseguridades y el deseo de ser "grandes estrellas", creyendo que "cuando a todo el mundo le encante, nunca estaré solo." Duritz más tarde se retractó de estos valores y en algunos conciertos la banda la interpretó en un estilo acústico, simbolizando la tristeza de aquellos sentimientos. En el álbum en vivo Across a Wire: Live in New York City, Duritz cambia las letras a: "Todos queremos ser grandes, grandes estrellas, pero luego tenemos dudas sobre ello" y "cuando todo el mundo te quiere, a veces aquello es lo más jodido que puedes estar."
Además, la canción rinde homenaje a Bob Dylan: "¡Quiero ser Bob Dylan!" Y parte de la letra hace referencia a Ballad of a Thin Man (1965) de este.
 Según Duritz en VH1 Storytellers: "realmente la canción se inspiró cuando salí una noche con mi amigo Marty Jones. Fuimos a ver a su papá (David Serva), un guitarrista de flamenco que vive en España y estaba con su grupo en San Francisco, y después de la actuación fuimos a este bar llamado New Amsterdam en la avenida Columbus."
En una entrevista de 2013, Duritz explicó que aunque la canción nombra a su amigo Marty Jones, en realidad las inseguridades que nombra son de él mismo y ese tema nunca se conversó: " Escribí una canción sobre mí, solo me inspiré cuando salí con él esa noche". Duritz además dijo que esa noche vieron al músico Kenney Dale Johnson (baterista de Chris Isaak) sentando con tres mujeres y salieron borrachos del bar. "Parecía que... Ya sabes, ni siquiera podíamos hablar con las chicas. Pensábamos que si  fuésemos estrellas de rock, sería más fácil hacerlo. Fui a casa y escribí la canción".
En la versión en directo de la canción (del álbum Across a Wire: Live in New York City), la primera frase es una mención al tema So You Want to Be a Rock 'n' Roll Star (1967) de The Byrds.

## Premios
| 1994 | MTV Video Music Awards | Mejor Artista Nuevo | Ganador |

## Posicionamiento en listas
| Lista (1993–1994)                      | Máxima posición |
| -------------------------------------- | --------------- |
| Australia (ARIA)                       | 13              |
| Austria (Ö3 Austria Top 40)            | 27              |
| Bélgica (Flandes) (Ultratop 50)        | 45              |
| Canadá (RPM Top Singles)               | 1               |
| Escocia (Scottish Singles Sales Chart) | 77              |
| Estados Unidos (Radio Songs)           | 5               |
| Estados Unidos (Adult Contemporary)    | 25              |
| Estados Unidos (Alternative Airplay)   | 2               |
| Estados Unidos (Mainstream Rock)       | 2               |
| Estados Unidos (Mainstream Top 40)     | 2               |
| Francia (SNEP)                         | 7               |
| Islandia (Íslenski Listinn Topp 40)    | 10              |
| Nueva Zelanda (Recorded Music NZ)      | 49              |
| Países Bajos (Mega Single Top 100)     | 42              |
| Polonia (LP3)                          | 10              |
| Reino Unido (UK Singles Chart)         | 28              |
| Lista (2012)                           | Máxima posición |
| Irlanda (IRMA)                         | 75              |

| Lista (1994)                        | Posición |
| ----------------------------------- | -------- |
| Australia (ARIA)                    | 80       |
| Canadá (RPM Top Singles)            | 5        |
| Francia (SNEP)                      | 39       |
| Islandia (Íslenski Listinn Topp 40) | 50       |

## Personal
- Compositores – David Bryson, Adam Duritz
- Interpretación – Counting Crows
- Productores – T-Bone Burnett, Bruce Ranes
- Productor ejecutivo – Gary Gersh
- Mezclado – Scott Litt, Pat McCarthy
- Ingenieros – Patrick McCarthy, Bruce Ranes
- Fotografía – Michael Tighe[29]